# Tomasz Samojlik
Tomasz Samojlik (ur. 1978 w Hajnówce) – polski biolog i popularyzator przyrody oraz rysownik i twórca komiksów.
Po ukończeniu studiów w Lublinie, w 2002 podjął pracę w Zakładzie Badania Ssaków Polskiej Akademii Nauk w Białowieży. W 2007 roku uzyskał stopień doktora nauk biologicznych na Uniwersytecie Jagiellońskim. Tematem jego rozprawy doktorskiej były Antropogenne przemiany środowiska Puszczy Białowieskiej do końca XVIII wieku, a promotorem Bogumiła Jędrzejewska. W roku 2020 uzyskał na Uniwersytecie w Białymstoku stopień doktora habilitowanego nauk biologicznych, tematem rozprawy był Wpływ XIX-wiecznej gospodarki leśnej na stan lasów i populacji dzikich zwierząt Puszczy Białowieskiej.
Jako rysownik zadebiutował w 1994, tworząc paski publikowane w lokalnej prasie. W 2003 wydał komiks Wiedźmun - Dwie wieże funduszu emerytalnego, stanowiący parodię twórczości Andrzeja Sapkowskiego. W komiksach wykorzystuje motywy swojej pracy jako biologa, ich bohaterami są zwierzęta, m.in. żubry, czy ryjówki. Ilustruje też książki swojego autorstwa (np. cztery tomy, których bohaterem jest Żubr Pompik) oraz innych pisarzy (Marty Maruszczak). W stanowiącym kontynuację cyklu Kajko i Kokosz, tomie Obłęd Hegemona opublikował komiks Kłusownicy, a w kolejnym Łamignat Straszliwy był autorem historii Instytut badania smoków.  Jego komiks "Ryjówka Przeznaczenia" doczekał się animowanej adaptacji, obecnie będącej w produkcji przez studio EGoFilm.    
Za swoją działalność naukową oraz popularyzatorską otrzymał nagrodę Złoty umysł (2007) oraz został wyróżniony nagrodą im. Artura Rojszczaka (2010).

## Wybrana twórczość

### Książki

#### Książki dla dorosłych
- Ochrona i łowy : Puszcza Białowieska w czasach królewskich (red.) 2005, ISBN 83-907521-5-8
- Lądowe ekosystemy nieleśne Białowieskiego Parku Narodowego, (współautor pracy zbiorowej), 2016, ISBN 978-83-64513-13-8

#### Książki dla dzieci

##### Seria Mała Tarmosia
- Czy borsuki się bawią?, il. Anna Grzyb, Wydawnictwo Agora 2023, ISBN 978-83-268-4116-3

- Co w norze piszczy?, il.  Anna Grzyb, Wydawnictwo Agora 2023, ISBN 978-83-268-4115-6

##### Seria Zwierzaki
- Ambaras, il. Ela Wasiuczyńska, Wydawnictwo Agora 2018, ISBN 978-83-268-2638-2
- Tarmosia, il. Anna Grzyb, Wydawnictwo Agora 2021, ISBN 978-83-268-3660-2

- Bercia i Orson, il. Ela Wasiuczyńska, Wydawnictwo Agora 2021, ISBN 978-83-268-3821-7

##### SeriaŻubr Pompik(o porach roku)[6]
- Zapach wiosny, Media Rodzina 2016, ISBN 978-83-8008-167-3
- Letni zmierzch, Media Rodzina 2016, ISBN 978-83-8008-187-1
- Kolory jesieni, Media Rodzina 2016, ISBN 978-83-8008-251-9
- Tropy na śniegu, Media Rodzina 2016, ISBN 978-83-8008-166-6

Seria  Żubr Pompik. Książki z okienkami
- Polinka zaginęła!, Media Rodzina 2019, ISBN 978-83-8008-664-7
- Czego szukasz Pompiku?, Media Rodzina 2020, ISBN 978-83-8008-856-6

##### Seria Żubr Pompik. Odkrycia
- Kropla wody, Media Rodzina 2022, ISBN 978-83-8265-091-4
- Pory roku, Media Rodzina 2022, ISBN 978-83-8265-092-1
- Z górki i pod górkę, Media Rodzina 2022, ISBN 978-83-8265-278-9
- Sekrety drzewa, Media Rodzina 2022, ISBN 978-83-8265-279-6
- Ptasie wycieczki, Media Rodzina 2023, ISBN 978-83-8265-390-8
- Leśna dieta, Media Rodzina 2023, ISBN 978-83-8265-391-5
- Cudowne pszczoły, Media Rodzina 2023, ISBN 978-83-8265-594-0
- Fantastyczne grzyby, Media Rodzina 2023, ISBN 978-83-8265-595-7
- Skąd wieje wiatr? Media Rodzina 2024, ISBN 978-83-8265-718-0
- Bardzo mała kupa, Media Rodzina 2024, ISBN 978-83-8265-719-7
- Wędrówki roślin, Media Rodzina 2023, ISBN 978-83-8265-874-3
- Mieszkanie dla żubra, Media Rodzina 2024, ISBN 978-83-8265-875-0
- Czy da się polizać tęczę?, Media Rodzina 2025, ISBN 978-83-8265-986-3
- Polinko, nie stresuj się!, Media Rodzina 2025, ISBN 978-83-8265-987-0

##### Seria Żubr Pompik. Wyprawy
- Tajemnica rzeki, Media Rodzina 2017, ISBN 978-83-8008-364-6
- Bagienny łoś, Media Rodzina 2017,  ISBN 978-83-8008-365-3
- Plan bobra, Media Rodzina 2017,  ISBN 978-83-8008-366-0
- Rodzina borsuków, Media Rodzina 2017, ISBN 978-83-8008-441-4
- Najstraszniejszy drapieżnik, Media Rodzina 2018, ISBN 978-83-8008-442-1
- Zachłanna mewa, Media Rodzina 2018,  ISBN 978-83-8008-443-8
- Dumny bielik, Media Rodzina 2018, ISBN 978-83-8008-515-2
- Zwinna wydra, Media Rodzina 2018, ISBN 978-83-8008-517-6
- Dziarskie puszczyki, Media Rodzina 2019, ISBN 978-83-8008-565-7
- Wodospad muflona, Media Rodzina 2019,  ISBN 978-83-8008-566-4
- Skalny labirynt, Media Rodzina 2019,  ISBN 978-83-8008-567-1
- Jaskinia nietoperza, Media Rodzina 2019, ISBN 978-83-8008-650-0
- Nieśmiała salamandra, Media Rodzina 2019, ISBN 978-83-8008-651-7
- Skok kozicy, Media Rodzina 2020, ISBN 978-83-8008-731-6
- Cenna gąsienica, Media Rodzina 2020, ISBN 978-83-8008-732-3
- Milczenie orlika, Media Rodzina 2020,  ISBN 978-83-8008-840-5
- Kryjówka rysia, Media Rodzina 2022,  ISBN 978-83-8265-226-0
- Wytrwały konik, Media Rodzina 2021, ISBN 978-83-8008-917-4
- Poroże jelenia, Media Rodzina 2021, ISBN 978-83-8008-918-1
- Taniec żurawi, Media Rodzina 2021, ISBN 978-83-8265-628-2
- Wszędzie dobrze, ale w puszczy najlepiej, Media Rodzina 2021, ISBN 978-83-8008-555-8

- Ptasie stado, Media Rodzina 2022, ISBN 978-83-8265-131-7
- Żubrza góra, Media Rodzina 2022, ISBN 978-83-8265-229-1

##### Inne książki
- Bartnik Ignat i skarb puszczy, Centrala 2013, ISBN 978-83-63892-24-1
- Pikotek chce być odkryty, (w formie leporello), 2016, ISBN 978-83-942952-8-8
- Poradnik młodych ratowników Ziemi, Wydawnictwo Naukowe PWN 2021, ISBN 978-83-01-21839-3

- Praktycznie wszystko. Podpowiednik dla dzielnych dzieciaków (tekst Justyna Dżbik-Kluge, Jarosław Sowizdraniuk), Wydawnictwo Kropka 2022, ISBN 978-83-67406-01-7
- O rety! Przyroda, 2016, ISBN 978-83-7763-341-0
- O rety! Przyroda praczasów,  Oficyna Wydawnicza MULTICO 2023, ISBN 978-83-7763-708-1
- O rety! Przyroda,  Oficyna Wydawnicza MULTICO 2023, ISBN 978-83-7763-388-5

### Komiksy

#### Cykl Detektyw wróbel
- Detektyw Wróbel i złamane pióro,  współautor Adam Wajrak, Wydawnictwo Agora 2023, ISBN 978-83-268-4070-8
- Detektyw Wróbel i struty dziób,  współautor Adam Wajrak, Wydawnictwo Agora 2023,  ISBN 978-83-268-4189-7
- Detektyw Wróbel i tajemniczy przybysze,  współautor Adam Wajrak, Wydawnictwo Agora 2024, ISBN 978-83-8380-014-1

#### Cykl Nietoperz Echo
- Echo Jeden, Kultura gniewu, ISBN ISBN 978-83-68331-14-1

#### Cykl Saga o Ryjówce
- Ryjówka przeznaczenia, Kultura Gniewu 2012, ISBN 978-83-932502-2-6
- Powrót rzęsorka, Kultura Gniewu 2015, ISBN 978-83-64858-14-7
- Norka zagłady, Kultura Gniewu 2017, ISBN 978-83-60915-72-1
- Zguba zębiełków, Kultura Gniewu 2018, ISBN 978-83-64858-89-5

#### Cykl Umarły Las
- Umarły las, współautor Adam Wajrak, Wydawnictwo Agora 2016, ISBN 978-83-268-2398-5
- Nieumarły las, współautor Adam Wajrak, Wydawnictwo Agora 2017, ISBN 978-83-268-2571-2
- Zew padliny, współautor Adam Wajrak, Wydawnictwo Agora 2018, ISBN 978-83-268-2716-7

#### Cykl Wiedźmun
- Słodki zapach potwora o zmierzchu, t.1, Kultura Gniewu 2020,ISBN 978-83-66128-40-8
- Przed wyprawą zbierz drużynę, t.2, Kultura Gniewu 2023,  ISBN 978-83-67360-34-0
- Najmniej spodziewany zwrot akcji, t.3, Kultura gniewu 2023, ISBN 978-83-67360-46-3

#### Innekomiksy
- Ostatni żubr, Kultura Gniewu 2009, ISBN 978-83-929140-1-3
- Żubr Żorż, Zakład Badania Ssaków Polskiej Akademii Nauk 2010, ISBN 978-83-929140-7-5
- Kłusownicy, wydane w tomie Obłęd Hegemona (kontynuacja komiksu Kajko i Kokosz), 2016, ISBN 978-83-281-1835-5
- Instytut badania smoków, wydane w tomie Łamignat Straszliwy (kontynuacja komiksu Kajko i Kokosz), 2017
- To nie jest las dla starych wilków, Kultura Gniewu 2017, ISBN 978-83-64858-34-5
- Bardzo dzika opowieść #1: Las złamanych serc, współautor Marcin Podolec, Kultura Gniewu 2019, ISBN 978-83-66128-10-1
- Serce wilka, Fundacja WWF Polska 2020, ISBN 978-83-60757-70-3
- Bardzo dzika opowieść #2: Mistrz Ryś, współautor Marcin Podolec, Kultura Gniewu 2020, ISBN 978-83-66128-45-3
- Opowieści z Mirmiłowa. Rozróby i romanse, Egmont Polska 2022, ISBN 978-83-281-5579-4

### Ilustracje
- Marta Maruszczak, Ciało: jak to działa, 2012, ISBN 978-83-7073-980-5
- Marta Maruszczak, Człowiek: jak to działa, 2016, ISBN 978-83-7763-318-2
- Wojciech Mikołuszko, Z tatą na dinozaury, 2017, ISBN 978-83-7763-376-2